# Torre San Patrizio
Torre San Patrizio ist eine italienische Gemeinde (comune) mit 1803 Einwohnern (Stand 31. Dezember 2023) in der Provinz Fermo in den Marken. Die Gemeinde liegt etwa 10 Kilometer westnordwestlich von Fermo.

## Geschichte
Der mittelalterliche Ortskern der Gemeinde ist erhalten geblieben. Die historischen Ortsnamen Turris Patritia und Castrum Turris Sancti Patritii leben im heutigen Namen weiter. Bereits 1258 wurde der Ort zur Gemeinde erhoben.

## Gemeindepartnerschaft
- Kells, County Meath